# Geoffrey Vigier
Pour les articles homonymes, voir Vigier.
Geoffrey Vigier est un acteur franco-canadien né le 1er décembre 1976. Notamment actif dans le doublage, il fut la voix française de Jesse Williams dans Grey's Anatomy et de Paul Campbell.

## Théâtre
- 2001 : Hôtel des Deux Mondes d'Éric-Emmanuel Schmitt - Daniel Roussel[1]
- 2002 : L’Invité(e) d'Alexandre Agnès
- 2003 : L’Entente cordiale - J.P. Bouron
- 2006 : Mais n’te promène donc pas toute nue ! de Georges Feydeau - Mise en scène par Michel Rosenmann
- 2006 : L’Exil d'Henry de Montherlant - Mise en scène par Idriss Hamida
- 2006 : Plus près du sol de Ange Lise
- 2007 : Mesure pour mesure de William Shakespeare - Rôle de Vincention (le duc) - Mise en scène par Bella Gruchka
- 2007 : La Mort d’Akhénaton (J.D. Hamel) - Rôle de Smenkhare - Mise en scène par Bernard Callais et N. Hamel
- 2008 : assistant à la mise en scène de Femmes de Manhattan - Mitch Hooper
- 2009 : Le Rossignol de Wittenberg d'August Strindberg - Rôle de Martin Luther - Mise en scène par N.Hamel[2]
- 2011 : Chat en Poche de Georges Feydeau - Rôle de Duffausset

## Doublage (France)

### Cinéma

#### Films
- Paul Campbell dans :
  - Un long week-end (The Long Weekend) (2005) : Roger
  - Severed : Tyler
- Domhnall Gleeson dans :
  - Harry Potter et les Reliques de la Mort, partie 1 (2010) : Bill Weasley
  - Harry Potter et les Reliques de la Mort, partie 2 (2011) : Bill Weasley
- 2005 : Reinas : Miguel (Unax Ugalde)
- 2006 : Mémoires de nos pères : Walter Gust (Stark Sands)
- 2006 : Firewall : Bobby (Matthew Currie Holmes)
- 2007 : Harry Potter et l'Ordre du phénix : James Potter jeune (Robbie Jarvis)
- 2008 : My Sassy Girl : Soldier (Stark Sands)
- 2011 : God Bless America : Ed (Travis Wester)
- 2012 : La Cabane dans les bois : Holden (Jesse Williams)
- 2012 : Chronicle : Andrew (Dane DeHaan)
- 2014 : God's Pocket : Dany (Michael Drayer)

### Télévision

#### Téléfilms
- David Winter dans :
  - Crazy Partners : Konstantin
  - La Clinique des Alpes : Thomas Moser
- Matthew Edison dans :
  - Glitch aka Static : Alec
  - The Dive from Clausen's Pier : Simon
- Tom Beck dans :
  - L'Arc de Cupidon : William Evans
  - Frères ennemis (Land der Sehnsucht) : Taylor
- Paul Campbell (récurrent) dans :
  - Window Wonderland : Jake
- The Colt : Stanton (Matthew Currie Holmes)
- Treasure Island : Dick Johnson (Madhur Mittal)

#### Séries télévisées
| - Paul Campbell : - Le Retour de K 2000 (Knight Rider) : Billy - Battlestar Galactica : Billy Keikeya - Dr Emily Owens : Scott - Supernatural : Don Richardson - Motive : Peter Ward - Timm Sharp dans : - Six Feet Under : Andy - FBI : Opérations secrètes (The Handler) : Jason - Go On : Group Leader - Travis Wester dans : - Supernatural : Harry - Jessie : Rolando - Bones : Jasper Alman - Jesse Williams dans : - Grey's Anatomy : Dr Jackson Avery - Makaha Surf : Eric Medina - Josh Heine dans : - FBI : Portés disparus : Glen - Off the Map : Urgences au bout du monde : Paul | - dans The L Word : - Lisa (Devon Gummersall) - Clive (Matthew Currie Holmes) - Mentalist : Jason Wylie (Joe Adler ) - Esprits criminels : Danny Lee Stokes (Joe Adler ) - Les Enquêtes de Murdoch : Leslie Garland (Giacomo Gianniotti) - 90210 : Jasper Herman (Zachary Ray Sherman) - The Palace : Roi Richard IV (Rupert Evans) - Parenthood : Zach (Matthew Atkinson) - Leverage : Colin « Chaos » Mason (Wil Wheaton) - Derek (Life With Derek) : Sam (Kit Weyman) - Line of Duty : Simon Bannerjee (Neet Mohan) - Six Feet Under : Toby (Stark Sands) - FBI : Portés disparus : Ted (Nicholas D'Agosto) - SeaQuest, police des mers : Tony Piccolo (Michael DeLuise) - Friday Night Lights : Reyes (Walter Pérez) - Les Soprano : Jason Parisi (Michael Drayer) - Power Rangers : Jungle Fury : Dominic Hargan (Nikolai Nikolaeff) - New York, unité spéciale : Dr Zaydok (Adam Greer) |

#### Séries d’animation
- Miguel des Chiens de chasse (Chevalier d'Argent) dans Saint Seiya Ω - Les nouveaux Chevaliers du Zodiaque (Saint Seiya Omega)[5]
- Tory Froid dans Mega Man NT Warrior
- Eddie et Howie dans Chuggington

### Jeux vidéo
- 2015 Rainbow Six: Siege : recrue Spetsnaz
- 2018 Detroit: Become Human : Markus

## Doublage (Québec)

### Cinéma
- Ross Butler dans :
  - Shazam! (2019) : la forme super-héroïque d'Eugene
  - Shazam! La Rage des Dieux (2023) : la forme super-héroïque d'Eugene

### Télévision

#### Téléfilms
- 2018 : Aurora Teagarden : Meurtre au cinéma : Will Weir (Andrew Dunbar)

#### Séries télévisées
- 2015 : Les Foster : Tom / Tony (Keean Johnson)
- 2021 : Coroner : Dr Luca Cheng (Jonathan Tan)

### Direction artistique
- 2019 : Restaurant Impossible (Studio : La belle équipe)
- 2019 : Man vs Food (Studio : La belle équipe)
- 2019 : Late Nite Eats (Studio : La belle équipe)